# Mammillaria hahniana
Mammillaria hahniana là một loài thực vật có hoa trong họ Cactaceae. Loài này được Werderm. mô tả khoa học đầu tiên năm 1929.

## Hình ảnh

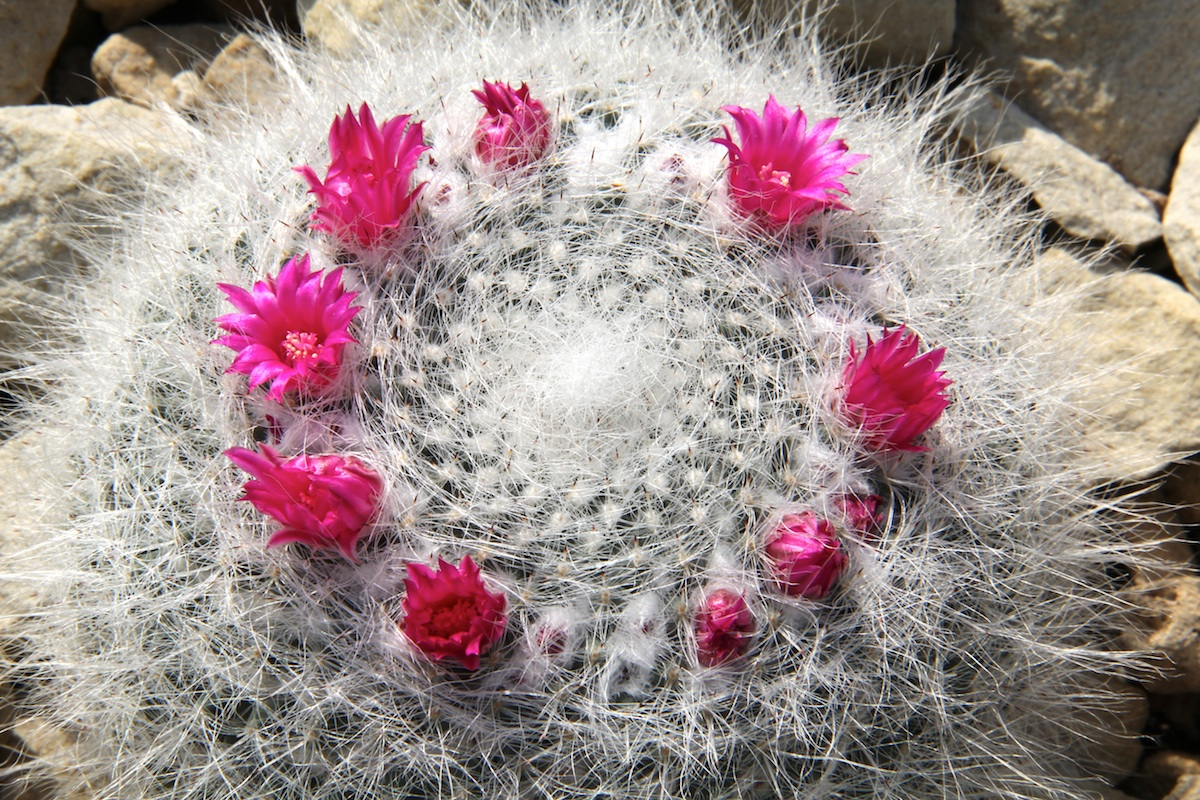
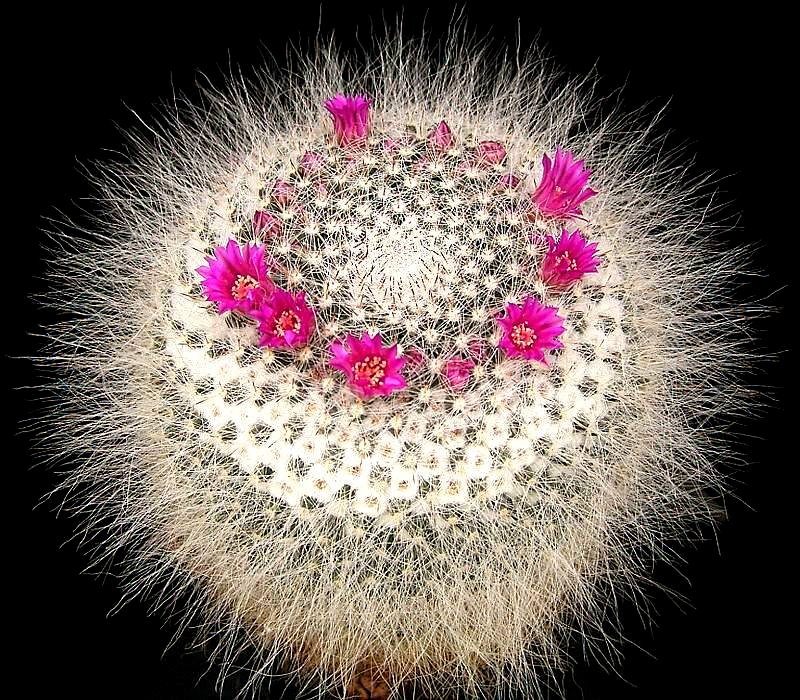
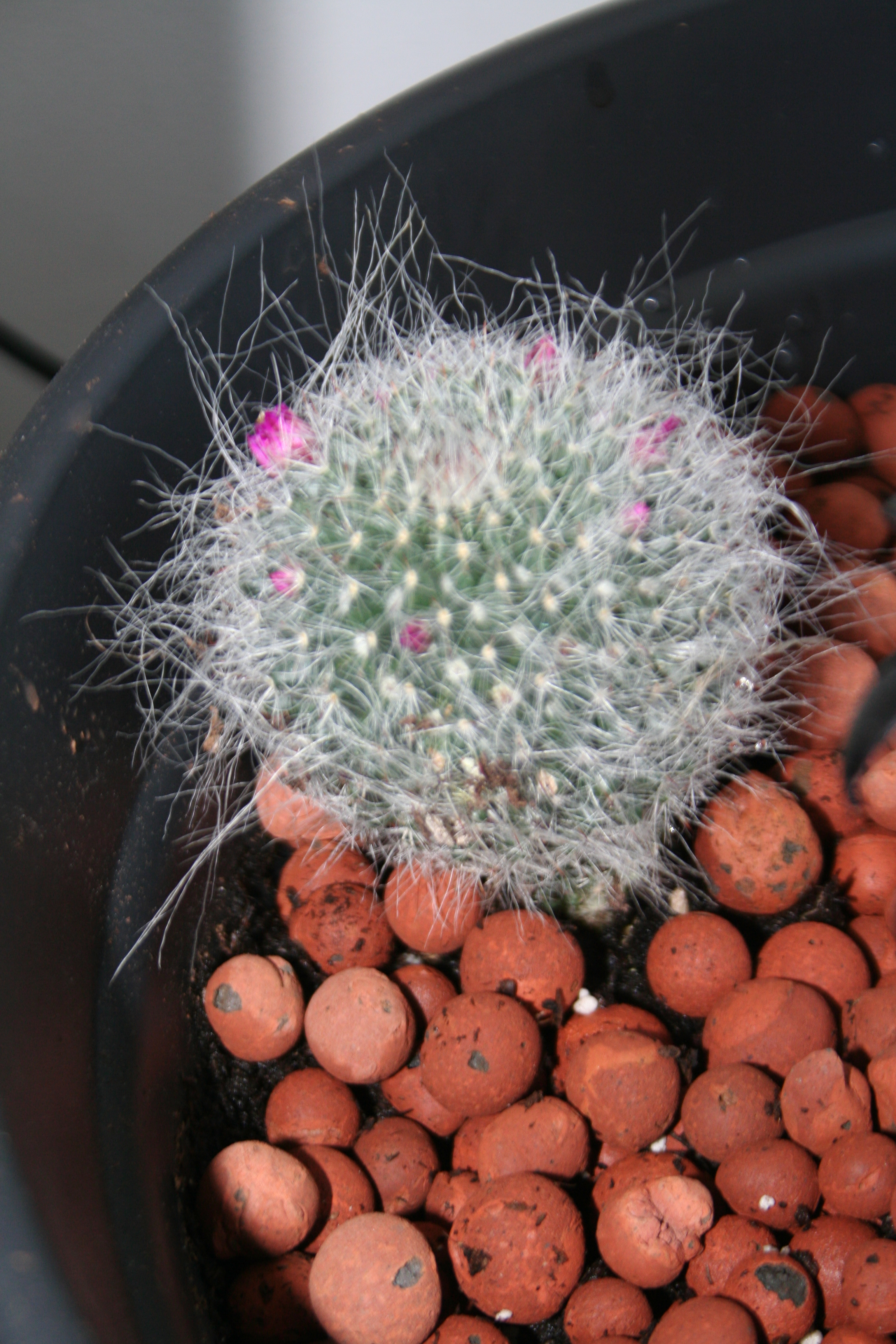
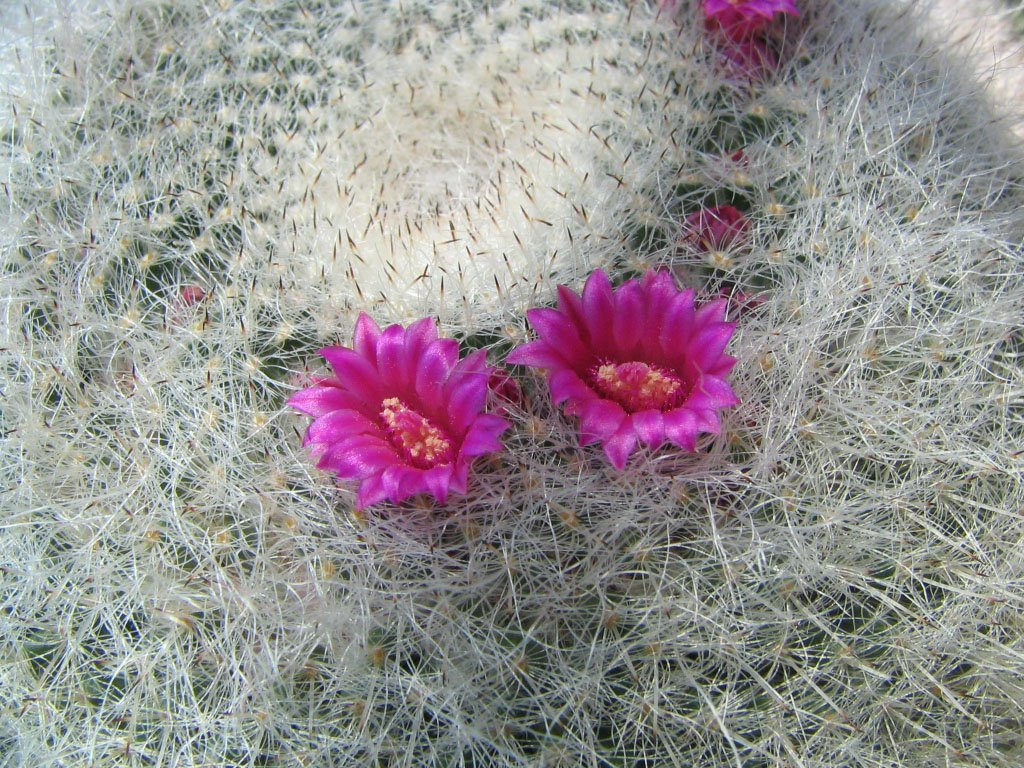